# Illnath
Illnath er et dansk black metal-band, der er dannet i 1997 i Kongens Lyngby.
i de tidlige år i bandet hed de Flagellation (1997-2000)
bandet er dannet af tidligere guitarist Jokum Thor Larsen og nuværende guitarist Peter Falk
Her er en liste over de nuværende medlemmer og deres instrumenter:
- Marika Hyldmar (forsanger}
- Peter Falk (guitar, sanger)
- Kenneth Frandsen (el-bas)
- Dennis Stockmarr (trommer)

Tidligere medlemmer:
- Mona Beck
- Bjørn "Narrenschiff" Holter (2001-2011)
- Jokum Thor Larsen (1997-2000)
- Simon Thorsback (2000)
- Rasmus Jakobsen (2002-2003)
- Tobias Jensen (1998-2005)
- Arthur Meinild
- Benjamin Johannesen

## Albums
- Cast Into Fields of Evil Pleasure (2003)
- Second Skin of Harlequin (2006)
- Third act in The Theater of Madness (2011)
- 4 Shades Of Me (12. marts, 2013)

## Andre udgivelser
Angelic Voices Calling

## Eksterne Links
- Illnath officiel hjemmeside
- Officiel MySpace side
- Illnath på Allmusic
- Illnath på Discogs
- Illnath på MusicBrainz
- Illnath på Encyclopaedia Metallum
- Illnath på Myspace

| Musikgruppe | Spire Denne artikel om en dansk musikgruppe er en spire som bør udbygges. Du er velkommen til at hjælpe Wikipedia ved at udvide den. |